# Okręg Bordeaux
Okręg Bordeaux (fr. Arrondissement de Bordeaux) – okręg w południowo-zachodniej Francji. Populacja wynosi 859 tysięcy.

## Podział administracyjny
W skład okręgu wchodzą następujące kantony:
- Bègles
- Blanquefort
- Bordeaux-1
- Bordeaux-2
- Bordeaux-3
- Bordeaux-4
- Bordeaux-5
- Bordeaux-6
- Bordeaux-7
- Bordeaux-8
- Bouscat
- Brède
- Carbon-Blanc
- Cenon
- Créon
- Floirac
- Gradignan
- Lormont
- Mérignac-1
- Mérignac-2
- Pessac-1
- Pessac-2
- Saint-Médard-en-Jalles
- Talence
- Villenave-d'Ornon.